# Kingdoniaceae
Classification APG II (2003)
Famille
Classification APG III (2009)
Les Kingdoniaceae est une famille de plantes à fleurs dicotylédones. Elle ne comprend qu'une espèce Kingdonia uniflora. Ce sont des plantes herbacées de Chine.

## Étymologie
Le nom vient du genre Kingdonia, donné « en l'honneur de Mademoiselle Marshall Ward, dont le frère F. Kingdon Ward (en), découvrit la plante à la frontière entre la Chine et le Tibet ».

## Classification
La famille est acceptée, optionnellement, en classification phylogénétique APG (1998) et classification phylogénétique APG II (2003).
Alternativement, cette espèce peut être incluse dans la famille Circaeasteraceae.
En classification phylogénétique APG III (2009), cette famille est invalide et ses genres sont incorporés dans la famille Circaeasteraceae.